# Polyalthia laui
Polyalthia laui là loài thực vật có hoa thuộc họ Na. Loài này được Merr. miêu tả khoa học đầu tiên năm 1935.